# Figure
Figure, właśc. Josh Gard (ur. w Evansville, Indiana) – amerykański DJ i producent muzyczny. Zasłynął ze swojej oryginalnej serii Monsters, w której to tworzy muzykę dubstepową połączoną z samplami z horrorów i filmów grozy.

## Dyskografia
LP
- Gravity (2015)
- So Our Egos Don't Kill Us (2017) (Cas One vs Figure)

EP
- House on the Hill EP (2009)
- The Destruction Series Vol 1 (2012)
- Horns of the Apocalypse (2013)
- Heartbeat of Hell EP (2018)
- Incident 86 (2018)
- The Destroyer EP (2019)
- Turnbuckle EP (2019)
- Halloween Triple Feature (2020)

Monsters
- Monsters of Drumstep Vol. 1 (2011)
- Monsters of Drumstep Vol. 2 (2011)
- Monsters Volume 3 (2012)
- Monsters Volume 4 (2013)
- Monsters Selected (Remixes) (2013)
- Monsters Volume 5 (2014)
- Selected Remixes Vol 2 (2015)
- Monsters 6.66 (2015)
- Monsters 7 (2016)
- Monsters 7 (The Remixes) (2017)
- Monsters Vol. 8 (2017)
- Monsters Vol. 8 (The Remixes) (2017)
- The Asylum (Monsters 9 LP) (2018)
- Monsters 10 (2019)
- Haunted Hits (2020)
- XI Monstrum (2020)
- Monsters Twelve (2021)
- Monsters 13 (2022)